# Kisiwa Panza
Kisiwa Panza è una circoscrizione rurale (rural ward) della Tanzania situata nel distretto di Mkoani, regione di Pemba Sud. Conta una popolazione di 3 087 abitanti (censimento 2012).